# عمری فورسون
عمری فورسون (انگلیسی: Omari Forson؛ زادهٔ ۲۰ ژوئیهٔ ۲۰۰۴) بازیکن فوتبال اهل انگلستان است که در حال حاضر برای باشگاه فوتبال منچستر یونایتد بازی می‌کند. 
وی همچنین در تیم‌های ملی فوتبال زیر ۱۶ سال انگلستان، زیر ۱۶ سال انگلستان، زیر ۱۹ سال انگلستان و زیر ۲۰ سال انگلستان بازی کرده‌است.

## زندگی شخصی
فورسون در همرسمیت، لندن از پدر و مادری غنایی به دنیا آمد.

## دوران ملی
فورسون واجد شرایط بازی برای تیم‌های ملی فوتبال انگلیس یا غنا در سطح بین‌المللی است. او فوتبال بین‌المللی جوانان را برای انگلستان در سطوح زیر ۱۵، زیر ۱۶، زیر ۱۹ و زیر ۲۰ سال بازی کرده‌است.

## دوران باشگاهی

### منچستر یونایتد
در پیش فصل ۲۰۲۳–۲۰۲۴، فورسون در ترکیب تیم بزرگسالان منچستریونایتد قرار گرفت و به اسلو، نروژ سفر کرد، جایی که در یک برد دوستانه ۲–۰ مقابل لیدز به میدان رفت.
او اولین بازی خود در تیم اصلی یونایتد را در برد ۲–۰ خارج از خانه مقابل ویگان در جام حذفی فوتبال انگلستان ۲۰۲۳–۲۴ انجام داد. او اولین بازی خود را در لیگ برتر فوتبال انگلستان به عنوان بازیکن تعویضی در برد ۴–۳ خارج از خانه مقابل ولوز انجام داد که در آن یک پاس گل برای کوبی مینو ثبت کرد.